# Armstrong (Texas)
Armstrong è una comunità non incorporata degli Stati Uniti d'America, situata nella Contea di Kenedy dello Stato del Texas. Dal 2014 è presente solo un piccolo ufficio postale rurale. Non sono presenti abitazioni, di conseguenza il numero di abitanti è pari a zero.